# 385
Năm 385 là một năm trong lịch Julius.